# ذخیره‌گاه طبیعی اورال جنوبی
ذخیره‌گاه طبیعی اورال جنوبی (انگلیسی: South Ural Nature Reserve) یک ذخیره‌گاه و منطقه حفاظت شده در استان چلیابینسک کشور روسیه است.